# Јакис де Сонора (Хенерал Плутарко Елијас Каљес)
Јакис де Сонора (шп. Yaquis de Sonora) насеље је у Мексику у савезној држави Сонора у општини Хенерал Плутарко Елијас Каљес. Насеље се налази на надморској висини од 440 м.

## Становништво
Према подацима из 2005. године у насељу су живела 2 становника.

### Хронологија
| Година       | 2000 | 2005 |
| ------------ | ---- | ---- |
| Становништво | 6    | 2    |

### Попис
| # | Индикатор                        | Вредност |
| - | -------------------------------- | -------- |
| 1 | Укупно појединачних домаћинстава | 2        |